# رود خیلوک
رود خیلوک (به لاتین: Khilok) یک رود در روسیه است که در سرزمین زابایکالسکی واقع شده‌است.